# Anna Lund

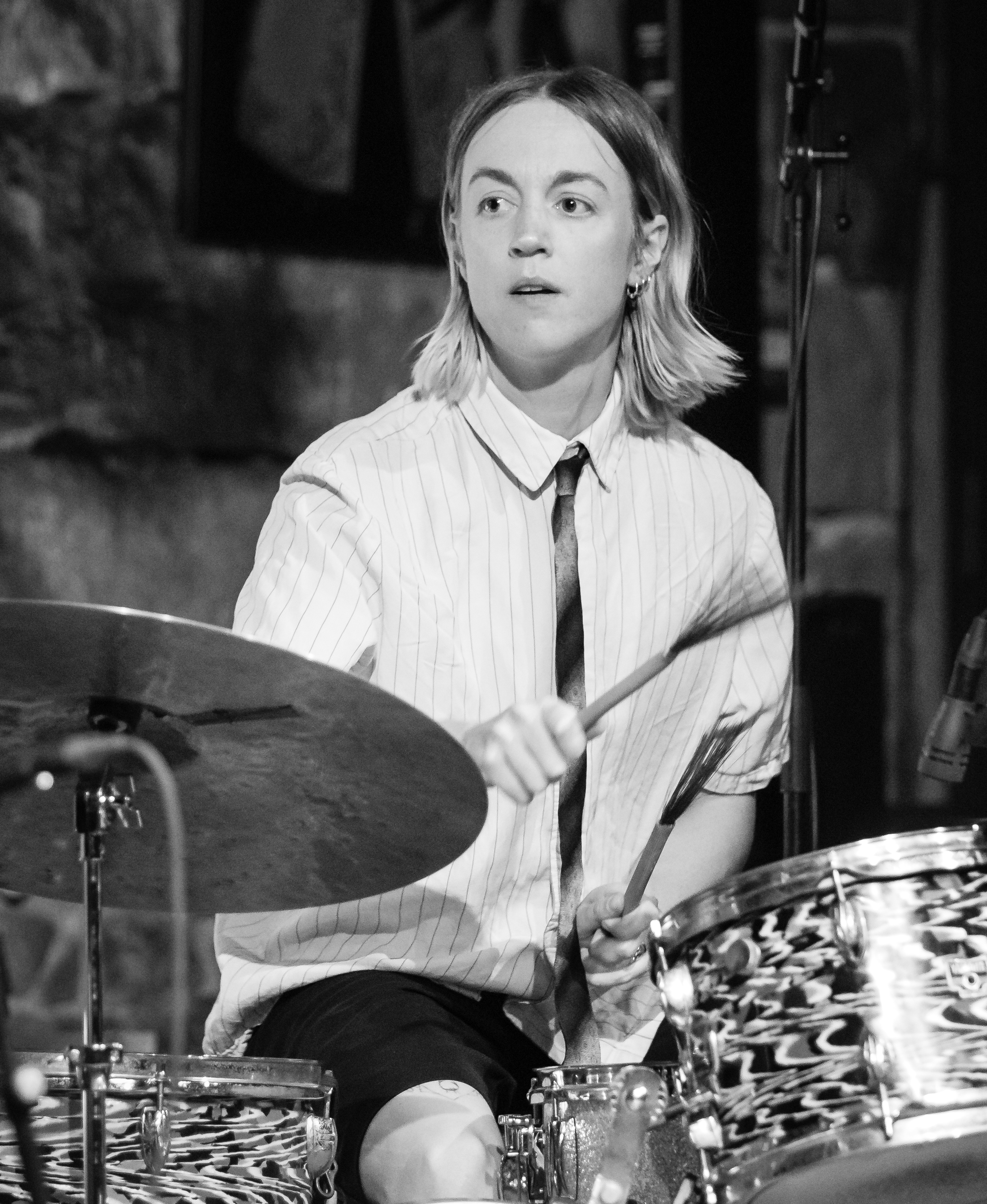
Anna Lund auf der Bühne in Smeltehytta, Kongsberg 2024
Foto von Tore Sætre

Anna Lund (* 1990) ist eine schwedische Jazzmusikerin (Schlagzeug, Komposition). Sie ist für ihren treibenden Stil und die Einbeziehung von Improvisationselementen bekannt.

## Leben und Wirken
Lund ist in Mariestad aufgewachsen. Sie fing in der Musik- und Kulturschule an, Gitarre zu lernen. Als Jugendliche besuchte sie das Musikgymnasiet in Skövde und wechselte zum Schlagzeug. Nach der Studienvorbereitung auf der Volkshochschule besuchte sie die Musikhochschule der Universität Göteborg.
Lund spielt Free Jazz ebenso gerne wie Folk- und Popmusik. Sie ist mit Mariam the Believer, Marilyn Mazur, Frida Hyvönen, Mögel, Ane Brun sowie Mikael Godée aufgetreten. Sie tourte international als Mitglied von Anna Högbergs Attack und gehört zum Quartett von Malin Wättring (mit beiden Bands entstanden Alben). Bei JazzBaltica spielte sie 2016 in einem All-Star-Frauenensemble unter Leitung von Ann-Sofi Söderqvist; im Folgejahr unter Tini Thomsen, die sie auch für eine Aufführung von Peter und der Wolf zum Familienkonzert bei JazzBaltica 2016 mit der Jazz Baltica All Star Band und Hella von Sinnen engagierte (Album 2018 bei Redhorn).
2017 legte Lund ihr Debütalbum Hurrakel! mit eigenen Kompositionen vor, das im OrkesterJournalen eine hervorragende Kritik erhielt. Bereits 2016 erhielt sie den Jazzkatten als „Newcomer des Jahres“ von Sveriges Radio. Mit dem kollaborativen Quartett Sol Sol (mit Gitarrist David Stackenäs, Saxophonistin Elin Larsson Forkelid und Bassist Mauritz Agnas) veröffentlichte sie zwei Alben. Sie ist auch auf Tonträgern von Flocken und dem Quintett Corpo zu hören.

## Diskographische Hinweise
- Hurrakel! (Hoob 2017, mit Nils Berg, John Holmström, Vilhelm Bromander sowie Jonas Kullhammar, Mattias Ståhl)
- Lisa Ullén, Elsa Bergman, Anna Lund: Space (Relative Pitch 2022)[6]
- Space: Embrace the Space (Relative Pitch, 2024)